# هانوفر ری
هانوفر ری (انگلیسی: Hannover Re) شرکت خدمات مالی آلمانی است، که در زمینه ارائه خدمات بیمه اتکایی، مدیریت دارایی، بیمه عمر و بیمه اموال فعالیت می‌نماید.
شرکت هانوفر ری در سال ۱۹۶۶ راه‌اندازی شد. دفتر مرکزی این شرکت در شهر هانوفر قرار دارد و بخشی از سهام آن در بازار بورس فرانکفورت معامله می‌شود.